# Rondeletia baracoensis
Rondeletia baracoensis är en måreväxtart som beskrevs av Nathaniel Lord Britton. Rondeletia baracoensis ingår i släktet Rondeletia och familjen måreväxter. Inga underarter finns listade i Catalogue of Life.